# Station St Albans Abbey
St Albans Abbey is een spoorwegstation van National Rail in St Albans, St. Albans in Engeland. Het station is eigendom van Network Rail en wordt beheerd door West Midland Trains. 